# 현대의 기독교
현대의 기독교의 역사는 15세기 초부터 제2차 세계대전 말까지의 기독교에 관한 것이다. 근대 초기와 후기 근대로 나눌 수 있다. 근대 초기 기독교의 역사는 탐험시대와 일치하며, 일반적으로 1517년~1525년 경 개신교 종교 개혁으로 시작되는 것으로 간주되며 산업 혁명이 시작되고 1789년 프랑스 혁명으로 이어지는 사건과 함께 18세기 후반에 끝났다. 여기에는 개신교 종교 개혁, 반종교개혁, 가톨릭 교회와 대항해시대가 포함된다. 대항해시대에 기독교는 전 세계로 확장되었다. 그리하여 기독교는 세계 최대의 종교가 되었다.

## 같이 보기
- 기독교 신학의 역사
- 로마 가톨릭교회의 역사
- 개신교의 역사
- 기독교화
- 기독교 연표
- 로마 가톨릭교회
- 동방 정교회
- 개신교